# جثوم قزامي
جَثوم قَزَامي أو نانوشروميس (الاسم العلمي: Nanochromis)، هو  جنس بلطية صغير يستوطن  نهر الكونغو في وسط أفريقيا.

## الأنواع
- نانوشروميس كونسورتيوس T. R. Roberts & D. J. Stewart, 1976
- نانوشروميس قليلي T. R. Roberts & D. J. Stewart, 1976
- نانوشروميس نوديكبس (Boulenger, 1899)
- نانوشروميس باريلوس T. R. Roberts & D. J. Stewart, 1976
- نانوشروميس سبلندنس T. R. Roberts & D. J. Stewart, 1976
- نانوشروميس تجلسي Lamboj & Schelly, 2006
- نانوشروميس ترانسفيستيتس T. R. Roberts & D. J. Stewart, 1984
- نانوشروميس وإكلري Schliewen & Stiassny, 2006